# Stenocephalemys ruppi
Stenocephalemys ruppi là một loài động vật có vú trong họ Chuột, bộ Gặm nhấm. Loài này được Van der Straeten & Dieterlen mô tả năm 1983.

## Hình ảnh